# Mugilogobius nuicocensis
Mugilogobius nuicocensis är en fiskart som beskrevs av Nguyen och Vo 2005. Mugilogobius nuicocensis ingår i släktet Mugilogobius och familjen smörbultsfiskar. IUCN kategoriserar arten globalt som otillräckligt studerad. Inga underarter finns listade i Catalogue of Life.